# OMOCAT
OMOCAT（オモキャット、2月23日 - ）は、アメリカ合衆国のアパレルブランド、コンピュータゲームデベロッパー。

## 概要
ダークな世界観を持つマルチアーティストとしてカルト的な人気を持つ。2010年にブログを始め、グッズ販売やファッションデザインを行うようになり、コンピュータゲーム開発を始めた。アジア系アメリカ人の女性で、ロサンゼルスで活動を行っている。以前はカナダで活動していた。「OMOCAT」は学校の課題で名刺を作成した際に生まれた名前であり、OMOCATという名前で活動することは意図的ではなかった。
『ドキドキ文芸部!』、『妖怪ウォッチ』、ホロライブプロダクションとコラボレーションを行った。
2010年代にTumblr上で引きこもりをテーマにしたウェブコミックを連載し、そのアイデアをもとにコンピュータゲーム『OMORI』を開発した。
『MOTHER』シリーズのトリビュート本『Pollyanna2』に、イラストレーター、アーティストとして参加した。

## ファッション
OMOCATが手掛ける衣類品は、ヴィレッジヴァンガードの通販サイトで販売されている。
OMOCATが手掛ける衣類品は、2014年から原宿にあるお店「PARK」で店舗、通販サイトで販売され続けている。
2015年に『OMOCAT×たまごっち』、2018年と2019年に『OMOCAT×初音ミク』、2019年『OMOCAT×ドキドキ文芸部』、2021年『OMORI』などインポート可能なコラボレーションアパレルは全てPARKで販売された。